# Tripolifosfato de sódio
O tripolifosfato de sódio (TPF) ou tripolifosfato pentassódico ou ainda trifosfato de sódio é um composto de fórmula química Na5P3O10, número CAS: 7758-29-4, que se apresenta comercialmente na forma de pó branco de densidade aparente 0,7 a 1 g/cm3. Apresenta ponto de fusão variando de 650 a 1000 °C. Sua solução aquosa a 1%, a 25 °C, apresenta pH 9,5 a 10,5. Possui peso molecular de 367,88 g/mol. É inodoro.

## Usos
É utilizado como agente de flotação, dispersante, emulsificante, estabilizante de solos, sequestrante e como reforçador em produtos destinados a limpeza, como detergentes e sabões em pó.
Encontra aplicações em ramos de atividade e indústrias tão variados quanto na agricultura, alimentícia, argila e pigmentos, borracha, cimento e cerâmica, construção civil, domissanitários, detergentes e produtos de limpeza, lubrificantes, papel e celulose, pastas para os mais diversos fins, industrias petrolíferas, têxtil e formuladores têxteis, tintas e vernizes, tratamento de água, vidraria, tratamento de superfície e formuladores.
Esta substância também é utilizada como estabilizante para os leites "longa vida" ou "UHT"...

## Obtenção
Industrialmente o tripolifosfato de sódio é preparado por aquecer uma mistura estequiométrica de fosfato dissódico, Na2HPO4 e fosfato monossódico, NaH2PO4 em condições cuidadosamente controladas.
2 Na2HPO4 + NaH2PO4 → Na5P3O10 + 2 H2O
{\displaystyle {\ce {5Na2CO3 +6H3PO4->4Na2HPO4 +2NaH2PO4 +5CO2+5H2O}}}

## Efeitos ambientais

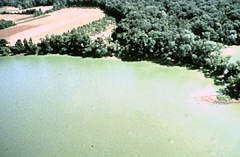
Cor verde em água do Rio Potomac (EUA) resultado de alta concentração de cianobactériaa, causadas pelo aumento da concentração de fósforo.

O seu uso como reforçador em detergentes tanto domésticos quanto industriais em grande quantidade e posterior eliminação nos sistemas de esgotos sem adequado tratamento causa o incremento da concentração de fósforo nas águas de diversos mananciais.
Este aumento de sua concentração nestas massas de água causa o aumento do crescimento de organismos dependentes do fósforo, como são as algas. Estes organismos usam grandes quantidades de oxigênio e evitam que os raios de sol entrem no água. Isto torna tais águas pouco adequadas para a sobrevivência de outros organismos. O fenômeno é denominado de eutrofização.